# كيم جوشر
كيم جوشر (بالإنجليزية: Kim Gaucher)‏ مواليد 7 مايو 1984، هي لاعبة كرة سلة كندية. بدأت مسيرتها الاحترافية في سنة 2006. تلعب في الدوري الفرنسي لكرة السلة للسيدات. يبلغ طولها 6 قدم 1 بوصة (1.9 م). مثلت منتخب بلادها. شاركت في دورة الألعاب الأولمبية الصيفية سنة 2012. حققت المركز الأول في دورة الألعاب الأمريكية 2015. لعبت مع ساكرامنتو موناركس في الاتحاد الوطني لكرة السلة النسائية.

## سجل المنافسة
شاركت في المنافسات التالية:
- الألعاب الأولمبية الصيفية 2012
- الألعاب الأولمبية الصيفية 2016
- كأس العالم لكرة السلة للسيدات 2014

## الميداليات
| الميدالية | المسابقة                             |
| --------- | ------------------------------------ |
| برونزية   | بطولة أمم الأمريكتين لكرة السلة 2009 |
| فضية      | بطولة أمم الأمريكتين لكرة السلة 2013 |
| ذهبية     | دورة الألعاب الأمريكية 2015          |

## روابط خارجية
- كيم جوشر على موقع الاتحاد الدولي لكرة السلة (الإنجليزية)
- كيم جوشر على موقع الاتحاد الوطني لكرة السلة النسائية (الإنجليزية)
- كيم جوشر على موقع كرة السلة الأوروبية.كوم (الإنجليزية)
- كيم جوشر على موقع كلية كرة السلة في سبورتس رفرنس.كوم (الإنجليزية)
- كيم جوشر على موقع بروبوليرز (الإنجليزية)
- كيم جوشر على موقع سبورتس رفرنس (الإنجليزية)
- كيم جوشر على موقع سبورتس رفرنس (الإنجليزية)
- كيم جوشر على موقع اللجنة الأولمبية الدولية (الإنجليزية)
- كيم جوشر على موقع أوليمبيديا (الإنجليزية)
- كيم جوشر على موقع اللجنة الأولمبية الكندية (الإنجليزية)